# Enter the Matrix
Enter the Matrix — первая видеоигра, основанная на киновселенной «Матрица». Игра разработана Shiny Entertainment и выпущена Atari и Warner Bros. Interactive Entertainment в 2003 году для PlayStation 2, Xbox, Nintendo GameCube и Windows.

## Сюжет
Действие игры протекает одновременно с сюжетом фильмов «Матрица: Перезагрузка» и «Аниматрица», начинаясь по хронологии сразу после фильма «Последний полёт Осириса».
Игра начинается с того, что капитан корабля «Логос» Ниобе и её первый помощник по прозвищу Призрак получают сообщение, оставленное экипажем погибшего корабля «Осирис». Выйдя из Матрицы, они выясняют, что в сообщении говорится о том, что машины начали рыть туннели к подземному городу людей Зиону. Теперь Ниобе и Призраку необходимо собрать капитанов остальных кораблей для того, чтобы вернуть их в Зион для организации обороны.
Во время встречи капитанов здание, в котором происходит встреча, атакована агентами Матрицы. Ниобе и Призрак помогают остальным бежать, после чего находят Мастера ключей, программу, которая может получить доступ к любому месту Матрицы. Он даёт им ключ, который предназначался Нео. Однако ключ выкрадывают приспешники Меровингена, старейшей программы Матрицы. Меровинген уничтожает его, и Мастер ключей понимает, что для ключа Избранного ещё не настало время.
Ниобе вызывается разыскать и вернуть возглавляемый Морфеусом «Навуходоносор», единственный корабль, который ещё не вернулся в Зион. Обнаружив в Матрице членов команды «Навуходоносора», напарники помогают им покинуть Матрицу, а после соглашаются поучаствовать в операции по уничтожению электростанции.
Некоторое время спустя, уже находясь в реальном мире, «Логос» принимает звонок от Серафа: Пифия просит встречи с Ниобе и Призраком. Напарники вновь подключаются к Матрице. Дальнейшее продвижение по сюжету зависит от того, сумеет ли игрок победить Серафа в поединке. Если это удастся, то после разговора Ниобе и Призрака с Пифией появляется агент Смит и с помощью своих копий преследует напарников. Если же игрок проигрывает Серафу в поединке, уровни с уходом от погони в лице копий Смита будут пропущены.
После выхода из Матрицы «Логос» подвергается атаке машин. После погони по техническим тоннелям, «Логос» вынужден использовать электромагнитный импульс, который, помимо уничтожения охотников, также отключает и сам корабль. Игра заканчивается на разговоре Ниобе и Призрака, сидящих в темноте отключенного корабля и надеющихся на спасение.

## Игровой процесс
Игрок по выбору может играть за одного из двух действующих персонажей — Ниобе или Призрака, появляющимися в фильме «Матрица: Перезагрузка». Повествование игры и игровой процесс немного отличается в зависимости от выбранного персонажа: как правило, в уровнях погони Ниобе водит транспортное средство, а Призрак — отстреливается.
Игроку нужно выполнять задания, попутно убивая врагов, используя рукопашный бой и разное вооружение. Существуют комбинации клавиш для исполнения разных приёмов и ударов. Есть возможность включать bullet-time, который замедляет время и даёт возможность делать необычные действия (далеко прыгать, совершать новые боевые приёмы, уклоняться от пуль). Bullet-time ограничен, восстанавливается постепенно. Если игрок некоторое время не получает повреждения, его здоровье автоматически восстанавливается.
В качестве заставок между главами используются кадры из фильма «Матрица: Перезагрузка», а также специально отснятый материал с Энтони Вонгом и Джадой Пинкетт-Смит.

## Производство
После успеха фильма «Матрица» было запущено производство компьютерной игры, которая бы дополняла сюжет фильма. В это время братья Вачовски вели переговоры с Shiny Entertainment и Konami о разработке игры. Официальный анонс состоялся на E3 2000, разработчиком стала Shiny Entertainment, издателем — Interplay Entertainment, владелец студии. Сюжет игры должен был стать открывающим продуктом к ещё не анонсированной второй части трилогии «Матрица: Перезагрузка». Сама игра должна была выйти на PlayStation 2 в 2002 году, примерно к тому времени, когда должна была выйти вторая часть.
1 мая 2001 года Interplay объявила, что игра будет выпущена для Xbox, за что Microsoft выплатила 5 млн долларов. По условиям договора, игра должна была стать временным эксклюзивом на срок шесть месяцев и содержать эксклюзивный контент для консоли. Также Microsoft получала права на издательство возможных многопользовательских игр по франшизе. Однако Interplay всё же осталась издателем оригинальной игры.
Из-за финансовых проблем Interplay была вынуждена продать Shiny Infogrames в апреле 2002 года за 47 млн долларов вместе с издательскими правами на игры по «Матрице». Выход игры под новым названием The Matrix Reloaded был отложен на май 2003 года, к дате премьеры уже объявленного фильма «Матрица: Перезагрузка». Окончательная дата релиза игры, получившей итоговое название Enter the Matrix, была объявлена в марте 2003 года — 15 мая, день премьеры фильма.
Enter the Matrix планировалась как часть целостной вселенной медиафраншизы «Матрицы». Игра содержит в себе около часа кинематографических вставок, срежиссированных братьями Вачовски с участием актёров, снимавшихся во второй части, включая Джаду Пинкетт-Смит, Энтони Брэндона Вонга и Монику Белуччи. Мэри Элис, сыгравшая Пифию в третьем фильме, также снялась в этой роли и для игры: Глория Фостер, игравшая в первых двух фильмах, скончалась, не успев закончить свою работу. В игре есть специальная сюжетная ветка, объясняющая изменение облика Пифии: она подверглась атаке Меровингена, получившего коды к удалению внешней оболочки Оракула от Рама-Кандры в обмен на свободу его дочери Сати, несмотря на её бесполезность в мире машин. Пифия, тем не менее, предсказывает, что Сати ещё сыграет ключевую роль как в Матрице, так и в реальном мире.
В итоге на разработку Enter the Matrix ушло два с половиной года и было потрачено 20 млн долларов, без учета затрат на маркетинг.
В марте 2004 года после коммерческого успеха игры, Infogrames, сменившая своё название на Atari, объявила о переиздании игры на всех актуальных на тот момент платформах. Версии для PlayStation 2 и Windows содержали также бонусные мини-игры.

## Награды и номинации

### Награды
- 2004 — Interactive Achievement Award «Лучшая актриса в игре» (Джада Пинкетт-Смит)
- 2004 — Glow Award «Лучшая актриса в игре (озвучивание)» (Джада Пинкетт-Смит)

### Номинации
- 2003 — Teen Choice Award «Лучшая видеоигра»
- 2004 — Golden Satellite Award «Лучшая игра года»

## Критика
| Сводный рейтинг                                    | Сводный рейтинг    | Сводный рейтинг   | Сводный рейтинг     | Сводный рейтинг    |
| Издание                                            | Оценка             | Оценка            | Оценка              | Оценка             |
| Издание                                            | GC                 | PC                | PS2                 | Xbox               |
| -------------------------------------------------- | ------------------ | ----------------- | ------------------- | ------------------ |
| GameRankings                                       | 70,01 %            | 64,67 %           | 68,70 %             | 69,41 %            |
| Metacritic                                         | 63/100 (23 обзора) | 58/100 (21 обзор) | 62/100 (30 обзоров) | 65/100 (34 обзора) |
| MobyRank                                           | 61/100             | 60/100            | 65/100              | 66/100             |
| Иноязычные издания                                 |                    |                   |                     |                    |
| Издание                                            | Оценка             | Оценка            | Оценка              | Оценка             |
| Издание                                            | GC                 | PC                | PS2                 | Xbox               |
| 1UP.com                                            | B+                 | C                 | D+                  | D-                 |
| AllGame                                            | N/A                | [ 26 ]            | N/A                 | N/A                |
| Eurogamer                                          | N/A                | N/A               | 4 / 10              | N/A                |
| GameRevolution                                     | N/A                | N/A               | C-                  | N/A                |
| GameSpot                                           | N/A                | N/A               | N/A                 | 6,4/10             |
| GameSpy                                            | N/A                | [ 30 ]            | N/A                 | N/A                |
| XboxAddict                                         | N/A                | N/A               | N/A                 | 78,4 %             |
| X-Play                                             | N/A                | 2 / 5             | N/A                 | N/A                |
| Русскоязычные издания                              |                    |                   |                     |                    |
| Издание                                            | Оценка             | Оценка            | Оценка              | Оценка             |
| Издание                                            | GC                 | PC                | PS2                 | Xbox               |
| Absolute Games                                     | N/A                | 40 %              | N/A                 | N/A                |
| PlayGround.ru                                      | N/A                | 5,0/10            | N/A                 | N/A                |
| «Домашний ПК»                                      | N/A                | [ 35 ]            | N/A                 | N/A                |
| «Игромания»                                        | N/A                | 7,0/10            | N/A                 | N/A                |
| «Страна игр»                                       | N/A                | 7,0/10            | N/A                 | N/A                |
| Награды                                            |                    |                   |                     |                    |
| Издание                                            | Награда            | Награда           | Награда             | Награда            |
| Разочарование года по версии журнала «Домашний ПК» |                    |                   |                     |                    |

Игра считается достаточно спорной, так как получала от критиков и игроков самые разнообразные оценки. Наиболее часто критике подвергалась устаревшая (даже по стандартам 2003 года) графика, а также различные ошибки и недоработки в игровом процессе. В то же время критики положительно отзывались об игровом саундтреке, рукопашных схватках и внутренних видеороликах.